# Эльба-Эльстер (историческая область)
Эльба-Эльстер (нем. Elbe-Elster-Land) — регион около границы трёх германских земель — Бранденбурга, Саксонии-Анхальт и Саксонии. Он является частью Северо-Германской низменности и назван в честь двух крупных рек, сливающихся здесь — Эльба и Шварце-Эльстер.
В средневековых документах северо-западная часть современного Эльба-Эльстера именуется Mezumroka (нем.) или «земля между реками». Она была частью местности Гау-Ницици.
Регион впервые был назван «землёй между Эльбой и Эльстером» 14 апреля 1312 года, когда Фридрих Храбрый пообещал «заплатить в течение трёх дней» 32,000 серебряных марок маркграфу Вальдемару Бранденбургскому в рамках договора Тангермюнде. Он также обязался уступить Бранденбургу «землю между Эльбой и Эльстером», Лужицкую марку и города Хайн и Торгау.
По старым понятиям «земля между Эльбой и Эльстером» охватывала территории, которые позже принадлежали курфюршеству Саксонии и районам Мюльберг, Либенверда, Швайниц и Лохау.
Сегодня территория региона Эльба-Эльстер, основанного в 1993 году, позиционируется и рекламируется в туристических целях как курортная область Земля Эльба-Эльстер, но она также включает в себя западную часть Нижней Лужицы около Финстервальде и Шрадена.

## Галерея

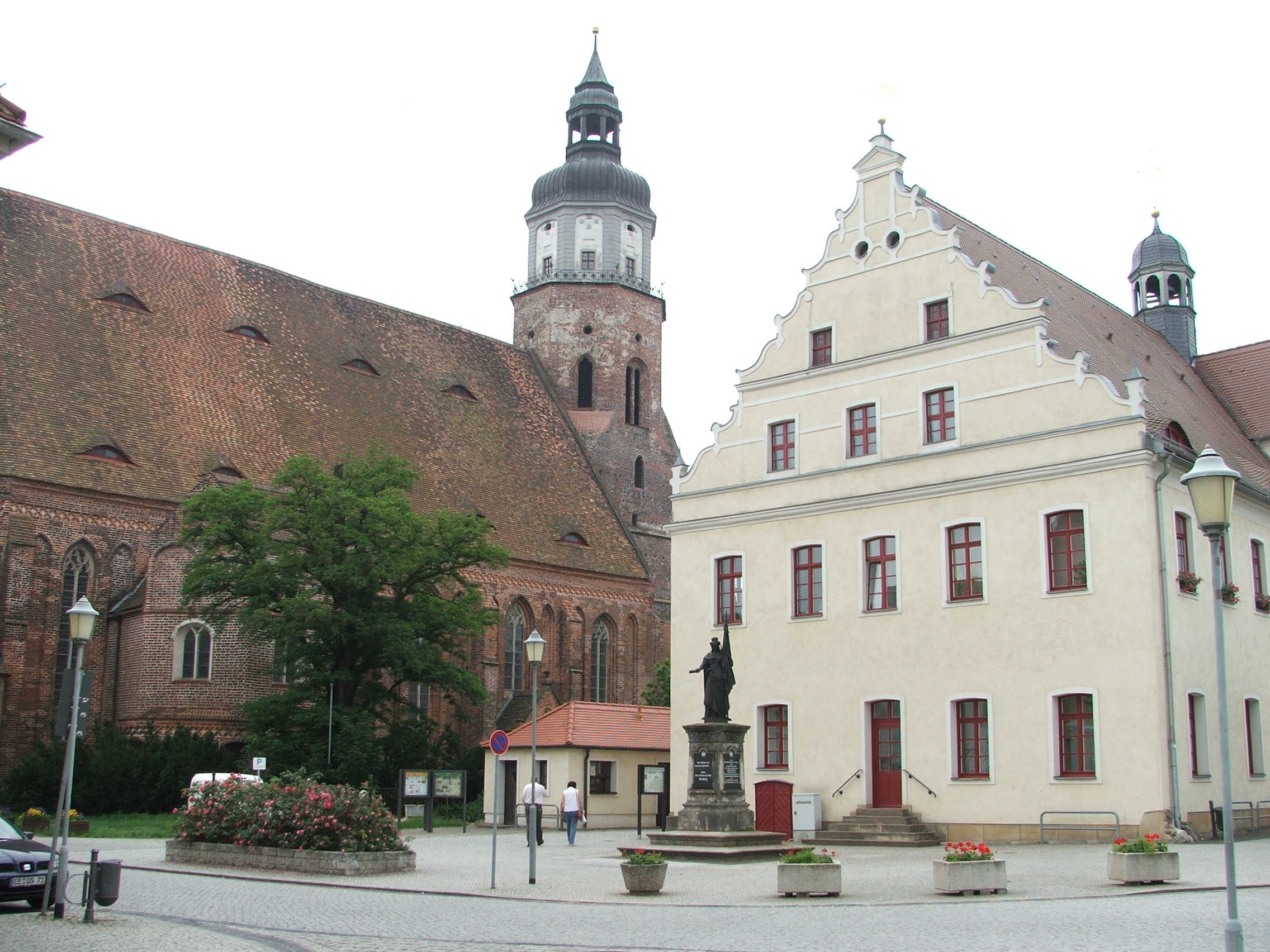
Ратуша и Церковь Святой Марии в Герцберге
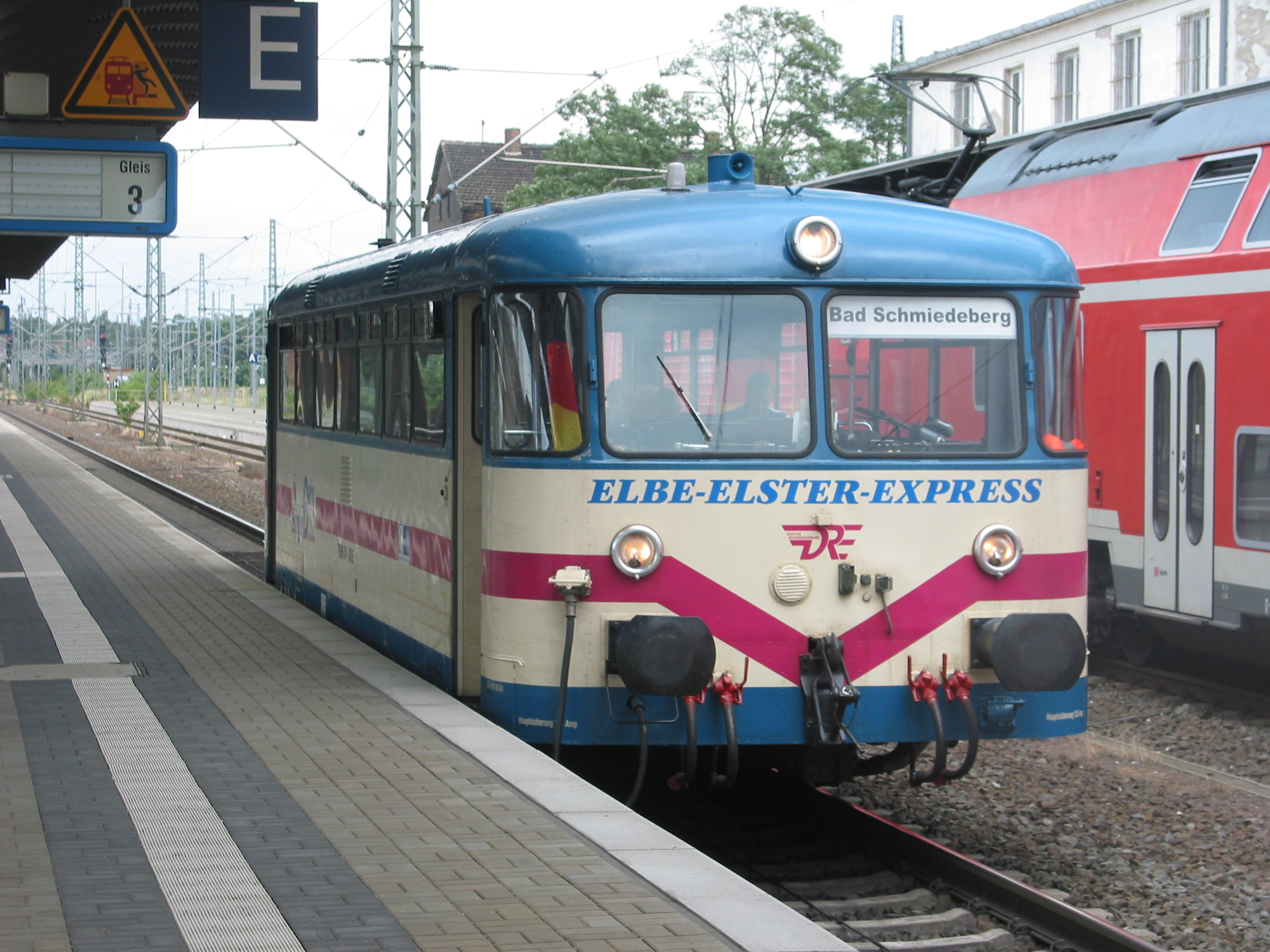
Эльб-Эльстерский экспресс.